# Peter Weiderman
Peter Weiderman, född 1959, är en svensk civilekonom och affärsman. 
Weiderman studerade ekonomi vid Uppsala universitet och innan dess maskinteknik vid Tekniskt Gymnasium i Örebro (gymnasieingenjör). 
Han började sin karriär som strategi- och organisationskonsult och arbetade då för SIAR Bossard och Arthur D. Little. Han var styrelseordförande i Vårdapoteket i Norden AB (2010–2013), styrelseordförande i vårdföretaget Ambea AB (2005–2010) och han har varit vd för bland annat vårdföretagen Carema Vård och Omsorg AB (1996–2004) och Svensk Hemservice AB (1991–1993). 
Han är idag verksam i Atnotera AB som förvaltar en investeringsportfölj med aktier i noterade och onoterade bolag. Han är styrelseledamot i Atviva AB (2017–), grundare av skolföretaget Atvexa AB och styrelseordförande i bolaget 2009–2017 och numera styrelseledamot, styrelseledamot i Atleva Specialistvård Intressenter AB, styrelseledamot i My Clinical Outcomes Ltd (2016–) och styrelseledamot i Center for Translational Research AB (2016–).